# Jeff Foster
Jeffrey Douglas „Jeff“ Foster (* 16. Januar 1977 in San Antonio, Texas) ist ein ehemaliger US-amerikanischer Basketballspieler.

## NBA
Foster wurde nach vier Jahren an der Texas State University beim NBA-Draft 1999 von den Golden State Warriors an 21. Stelle ausgewählt und kurz danach zu den Indiana Pacers transferiert. Foster spielte 13 Jahre für die Pacers und beendete dort seine Karriere. Bereits in seiner Rookie-Saison erreichte er mit den Pacers das NBA-Finale. Während seiner Zeit in Indianapolis galt er als hart arbeitender Spieler, der Energie und Rebounds brachte. Zwischen 2003 und 2006 war er auch öfters der startende Center der Pacers. Seine letzten Jahre waren von Verletzungen geprägt, so dass er immer seltener zum Einsatz kam.
2012 beendete er seine Karriere aufgrund chronischer Rückenprobleme. In 764 Spielen für die Pacers, erzielte Foster 4,9 Punkte und 6,9 Rebounds im Schnitt.